# Collado de Contreras
Collado de Contreras ist ein zentralspanischer Ort und eine Gemeinde (Municipio) mit 145 Einwohnern (Stand: 2024) in der Provinz Ávila in der Autonomen Region Kastilien-León. 

## Lage und Klima
Collado de Contreras liegt auf der Südseite der Sierra de Gredos in der Provinz Ávila in einer Höhe von ca. 920 m. 
Die Entfernung nach Ávila beträgt knapp 30 km (Fahrtstrecke) in südöstlicher Richtung. Das Klima ist gemäßigt bis warm; der Regen (ca. 461 mm/Jahr) fällt mit Ausnahme der trockenen Sommermonate übers Jahr verteilt.

## Bevölkerungsentwicklung
| Jahr      | 1970 | 1981 | 1991 | 2001 | 2011 | 2021 |
| Einwohner | 454  | 360  | 297  | 270  | 237  | 160  |

## Sehenswürdigkeiten

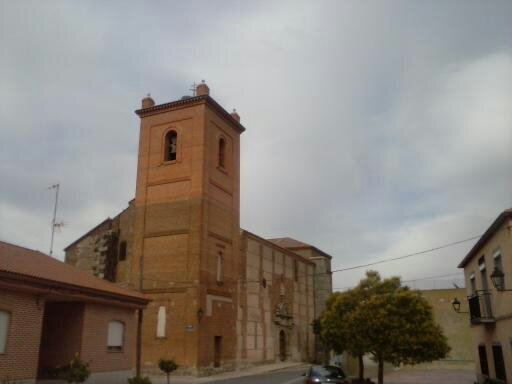
Marienkirche

- Marienkirche